# 貝爾徹敦 (麻薩諸塞州普查規定居民點)
貝爾徹敦（英語：Belchertown）是位於美國麻薩諸塞州漢普夏縣的一個普查規定居民點。

## 人口
根據2020年美國人口普查的數據，貝爾徹敦的面積為13.04平方千米，當中陸地面積為13.03平方千米，而水域面積為0.01平方千米。當地共有人口3129人，而人口密度為每平方千米239.95人。